# Game Genie

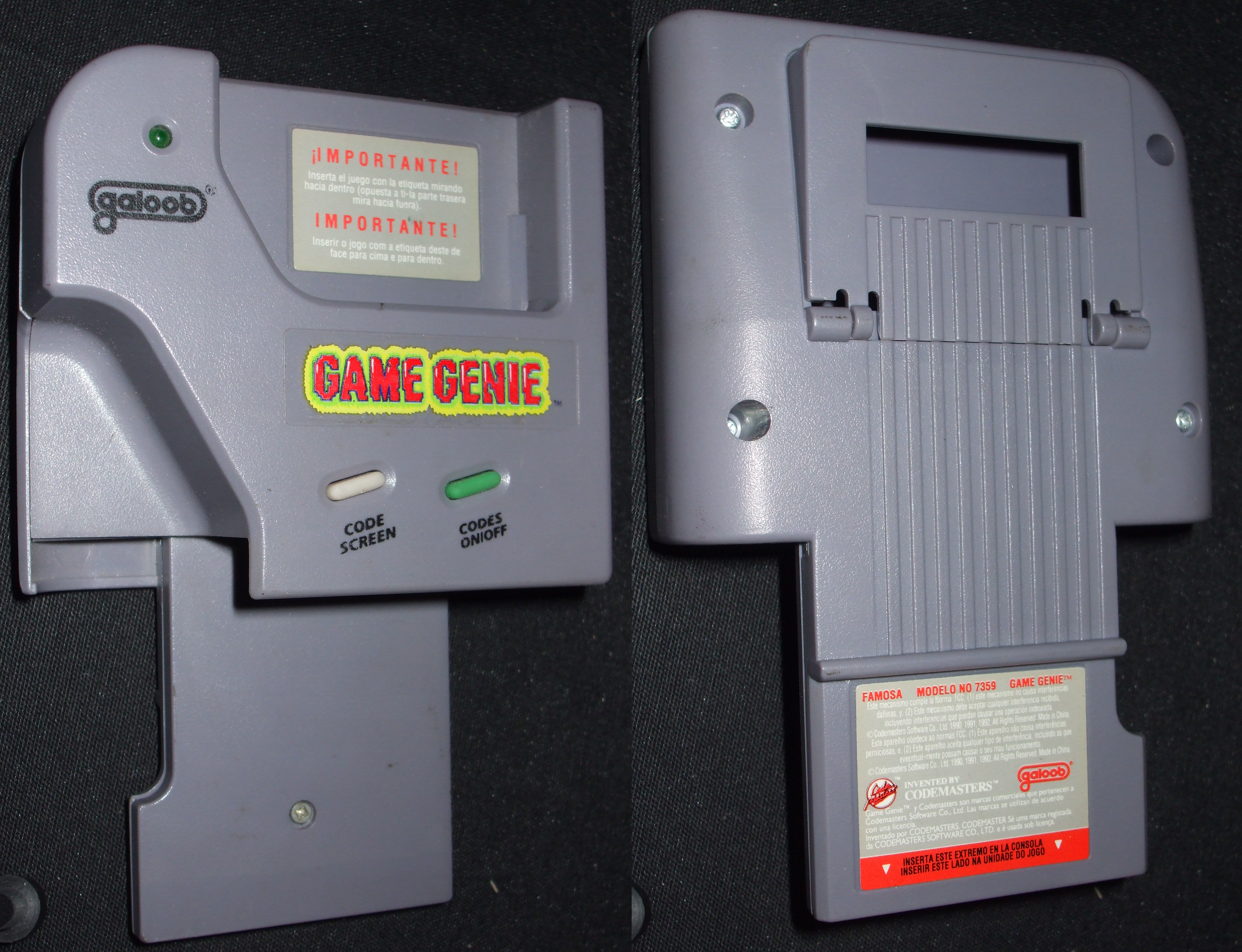
Una cartuccia Game Genie per Game Boy

Game Genie è una linea di cartucce per console varie che danno la possibilità di inserire trucchi all'interno di videogiochi. Inizialmente sviluppato da Codemasters nel 1990, è stato venduto da Camerica e Galoob.

## Storia

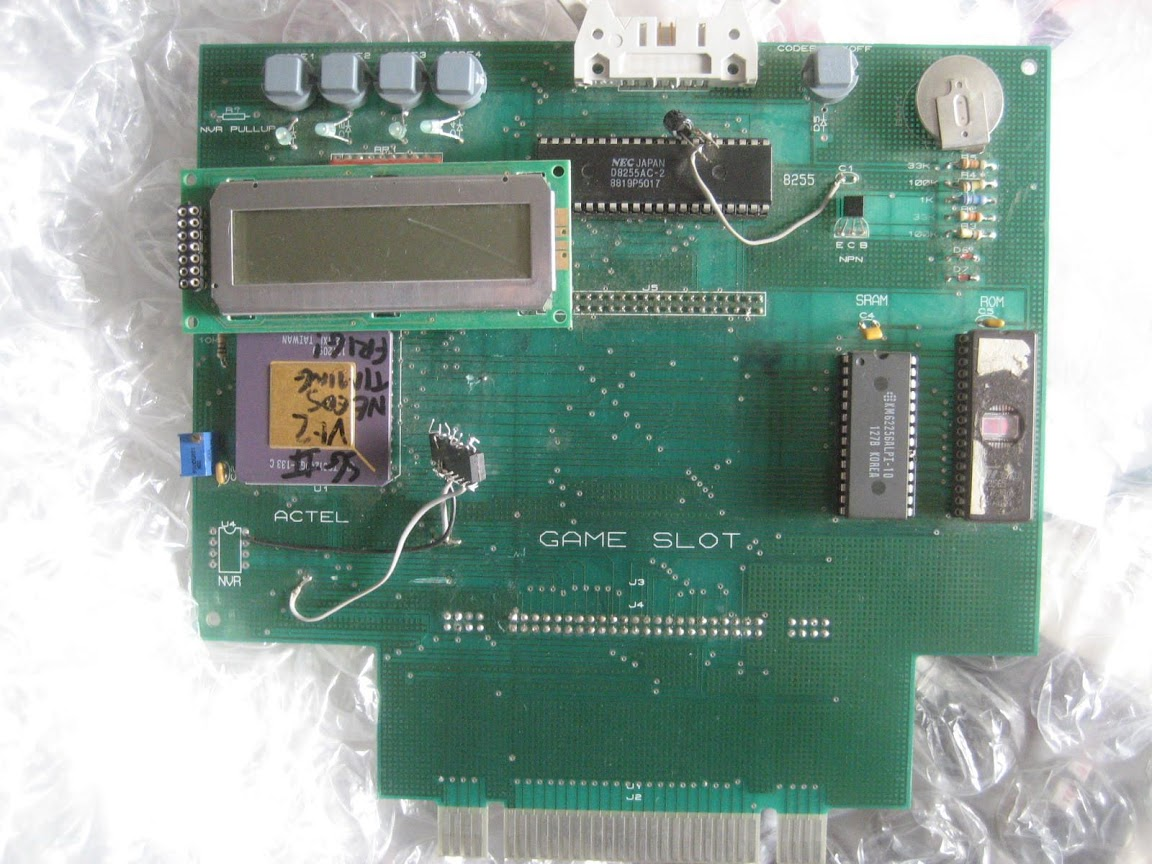
Prototipo mai commercializzato del Game Genie 2 per Super Nintendo

Distribuito nel 1990 per Game Boy, il Game Genie è stato sviluppato anche per NES, SNES, Game Gear e Sega Mega Drive. Esso permette di modificare aspetti e dettagli del gioco attraverso dei codici pre-impostati all'interno della stessa cartuccia. A metà del 1993 uscì il Game Genie 2; seguirono molte altre cartucce e driver per trucchi, come il GameShark e il Code Breaker, usate per console di quinta generazione.
Le prime versioni di driver per trucchi, tuttavia, avevano molte funzionalità limitate, anche se le versioni successive ebbero delle migliorie.